# Vishnu Madav Ghatage
Vishnu Madav Ghatage (Hasur, India británica; 24 de octubre de 1908-Bangalore, India; 6 de diciembre de 1991) fue un ingeniero aeronáutico hindú conocido por sus contribuciones conceptuales e ingenieriles a la industria aeronáutica india.
Ghatage lideró el equipo que desarrolló y diseñó el HAL HT-2, la primera aeronave diseñada y construida en la India. Por dichas contribuciones, fue honrado por el Gobierno de la India con el Premio Padma Shri, el cuarto reconocimiento civil más alto en la India, en 1965.

## Biografía

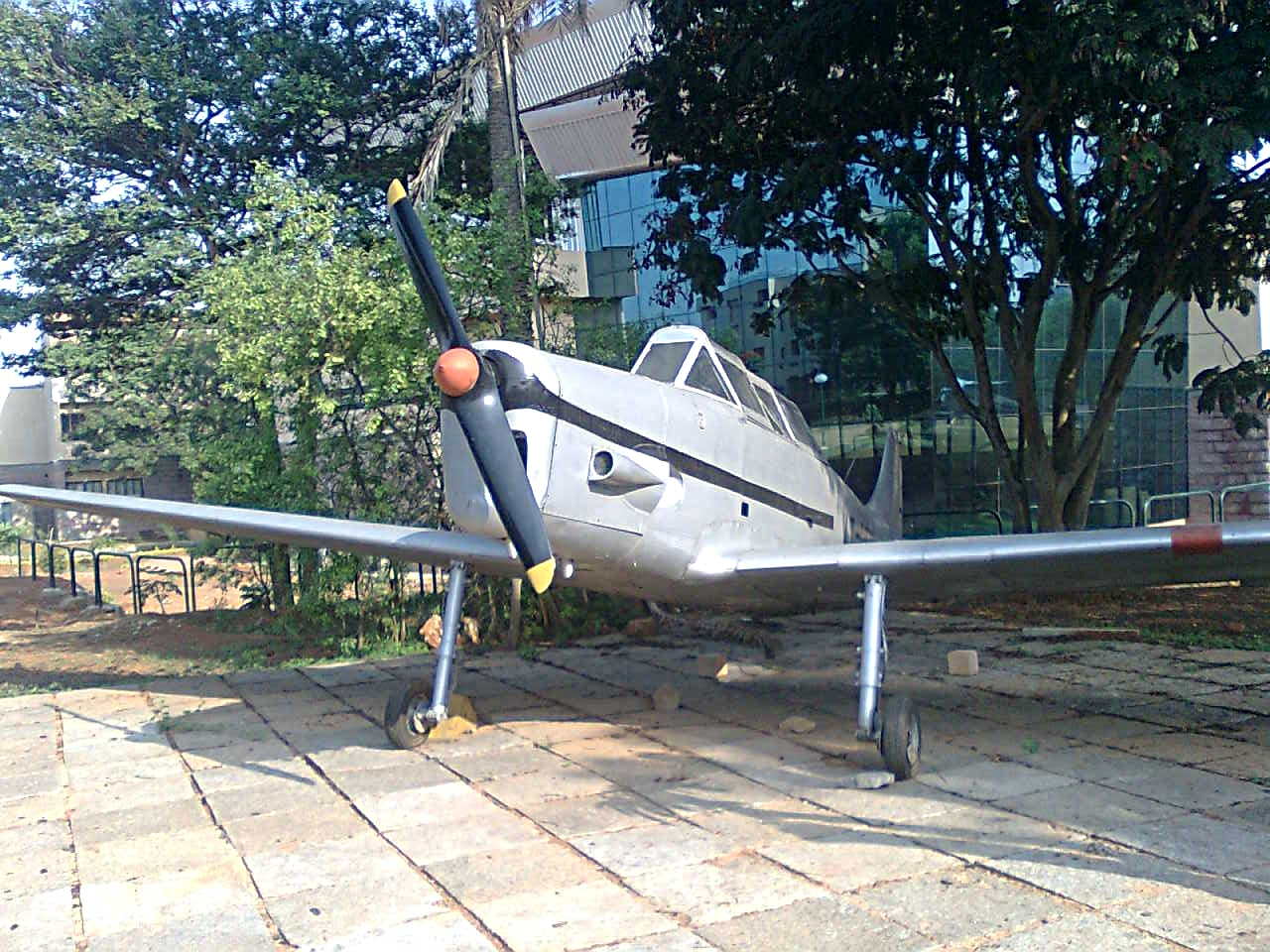
HAL HT-2

Vishnu Madav Ghatage nació el 24 de octubre de 1908 en Hasur, un pequeño pueblo en el principado de Kolhapur, actual Estado de Maharastra. Obtuvo su Bachiller universitario en ciencias en el Sir Parashurambhau College, tras esto, realizó estudios de posgrados en el Instituto de Ciencias de Mumbai, realizando su tesis sobre formación de vórtices en el observatorio de dicha ciudad.
Comenzó sus estudios doctorales en la Sociedad Kaiser Wilhelm en 1933, bajo la dirección de Ludwig Prandtl, recibiéndose en 1936 con su tesis Experimentos modelo para el movimiento relativo de columnas de aire a diferentes temperaturas. Su investigación fue financiada por el club de planeadores de Alemania Rhön-Rossitten Gesellschaft, ya que dicha investigación se centraba en las nubes cúmulus, un tema de interés para los vuelos sin motores. Ese mismo año, Ghatage regresaría a la India, trabajando como profesor en la Universidad de Savitribai Phule Pune y la Universidad de Bombay.

### Carrera
En 1940, comenzaría a trabajar por primera vez en Hindustan Aeronautics Limited (HAL), aunque por un breve periodo de dos años, para luego pasar a ser profesor en la Indian Institute of Science, donde estableció cursos de posgrados sobre ingeniería aeronáutica, dinámica de fluidos, mecánica de sólidos, diseño de aeronaves y experimentos organizados en túneles de viento hasta 1948.
En 1948, volvería a HAL con el cargo de diseñador jefe, donde se le encomendó la responsabilidad de desarrollar un planeador y desarrolló un planeador portador de tropas. Tras esto, llevó a cabo el desarrollo y el diseño del avión de entrenamiento HAL HT-2, el cual sería el primer avión diseñado y construido en la India.
El siguiente proyecto fue HAL Pushpak, un avión biplaza con motor de pistón, seguido por el HAL Kiran, un avión de entrenamiento biplaza para la Fuerza Aérea India. También diseñaría para la Fuerza Aérea India el HAL Krishak, un avión de reconocimiento.
Ghatge comenzaría a desarrollar el prototipo del cazabombardero el HAL HF-24 Marut, pero luego el liderazgo de este proyecto pasaría a manos del ingeniero alemán Kurt Tank, por lo cual él y su equipo tuvieron que mudarse a Alemania para poder asistir a Tank. En 1967, Ghatge fue ascendido a director adjunto de HAL, pero para cuando el proyecto del HAL HF-24 Marut fue completado, Ghatge se retiró de la empresa, siendo su último puesto el de gerente general y gerente director en 1970.

## Últimos años y fallecimiento
Tras su retiro, Ghatge fundó una consultora de ingeniería Designers Private Limited, con sede en Bangalore. Conocido por ser un entusiasta del golf, ayudó a fundar la Asociación de Golf de Karnataka y fue su vicepresidente fundador.
Ghatge falleció a los 81 años de edad, el  6 de diciembre de 1991 en Bangalore, a causa de un cáncer.

## Premios y honores
En 1945 fue elegido como miembro de la Academia de Ciencias de la India, en 1950 de la Indian National Science Academy, la Sociedad Aeronáutica de la India, la Royal Aeronautical Society y el Instituto Nacional de Ciencias de la India. También era miembro de la Institución de Ingenieros de la India, el Instituto Americano de Aeronáutica y Astronáutica, y la Academia de Ciencias Maharashtra.
Ghatge recibió el Premio Nacional del Diseño por parte del gobierno de la India. En 1965 recibiría el Premio Padma Shri, el cuarto reconocimiento civil más alto en la India.
HAL, el Instituto Indio de Ciencia y la Sociedad Aeronáutica de la India lo honraron conjuntamente en su cumpleaños 75 celebrando un seminario sobre Diseño y Desarrollo en Aeronáutica.